# Bennfentes kereskedelem
A bennfentes kereskedelem egy gazdasági bűncselekmény.
Lényegében bennfentes információval kapcsolatos olyan tiltott magatartás, amely pénzügyi eszközre vonatkozó ügylettel vagy előnyszerzéssel függ össze.
Fogalmát az egyes országok törvényei, különösen büntető törvénykönyvei és tőkepiaccal kapcsolatos törvényei határozzák meg. Az Európai Unió tagállamai közös meghatározást használnak. Nagyon közeli, de ettől különbözik a piacbefolyásolás bűntette.
A 2015-ös magyarországi brókerbotrány kitörése után e fogalom belpolitikai viták középpontjába került.

## Története
Az Amerikai Egyesült Államok piaca egészen 1929-ig gyorsan fejlődött, miközben számos pénzügyi botrány hívta fel a figyelmet a piac visszásságaira. Az USA kormányzata 1933-tól arra törekedett , hogy ezeket a magatartási szabályokat tartalmazó jogszabályok jöjjenek létre. A meghatározó eset mintegy 30 éven át az 1933-as Goodwin v. Agassiz ügy volt, ahol a geológiai információit részvények felvásárlására használó alperes, Agassiz magatartását a bíróság helyben hagyta. 1933-ban hagyta jóvá az amerikai Szenátus az értékpapírtörvényt, amely úttörő volt a maga nemében. 1961. november 8-án a SEC (amerikai tőzsdetanács) a Cady, Roberts & Co. ügyben először állapított meg bennfentes kereskedést, amelyet "tippadásnak” (tipping) neveztek. Az amerikai jogalkotás nyomán a cselekményt angolul insider tradingnek nevezik.

## Az Európai Unió jogában
Az Európai Unióban a bennfentes kereskedelmet a bennfentes kereskedelemről és a piaci manipulációról szóló a 2003. január 28-i 2003/6/EK irányelv szabályozza, melynek rendelkezései beépültek a magyar jogba.
A 2003/6/EK irányelvet 2014 júliusa 2016 júliusa között több lépcsőben felváltja a piaci visszaélésekről szóló 596/2014/EU rendelet és a piaci visszaélésekről szóló 2014/57/EU irányelv.

## Magyarországon
A bennfentes kereskedelemmel összefüggő eljárások eredetileg a Pénzügyi Szervezetek Állami Felügyelete hatáskörébe tartoztak.
A Felügyeleti Tanács 2/2008. (VIII. 14.) számú ajánlása szólt a bennfentes információról és a bennfentes információ jogos érdekből való késleltetéséről, valamint a bennfentes nyilvántartás vezetésének szabályairól, az Európai Értékpapír Szabályozók Bizottsága ajánlásának alapján. Az ajánlásban megfogalmazottakat meghatározó normaanyag a következő volt:
- 2001. évi CXX. törvény a tőkepiacról (Tpt.), különösen annak a bennfentes kereskedelemről és a piacbefolyásolásról szóló XXI. fejezete,
- 28/2005. (VIII.26.) PM rendelet a piacbefolyásolásra utaló magatartások vizsgálatakor figyelembe veendő körülményekről, az elfogadott piaci gyakorlat megállapításának folyamatáról, valamint a bennfentes információ nyilvánosságra hozatalának jogos érdekből történő késleltetésével kapcsolatos szabályokról,
- 2273/2003/EK rendelet a 2003/6/EK irányelvnek a visszavásárlási programokra vonatkozó mentességek és a pénzügyi eszközök stabilizálása tekintetében történő végrehajtásáról (hatályát vesztette).

Mindehhez kapcsolódott a Felügyeleti Tanács 5/2006.(VII.6.) számú ajánlása a bennfentes kereskedelemre és piacbefolyásolásra utaló ügyletek bejelentéséről. Ez az ajánlás az Európai Értékpapír Szabályozók Bizottsága – Committee of European Securities Regulators (CESR) – CESR/06-562b számú iránymutatásának adaptálását jelentette.
A Magyar Nemzeti Bankról szóló 2013. évi CXXXIX. törvény beolvasztotta a Pénzügyi Szervezetek Állami Felügyeletét a jegybankba, méghozzá az előbbi megszüntetésével. Ettől fogva a bennfentes kereskedelemmel összefüggésben most már a Jegybank feladata hatóságként eljárni, így elvégezni azon tevékenységeket, illetve feladatokat, amiket korábban a PSZÁF látott el.
Bennfentes kereskedelemről szóló szabályokat mind a tőkepiaci törvény, mint a magyar büntető törvénykönyv tartalmaz.

### A bűntett fogalma
A bennfentes kereskedelem bűntettének fogalmát a hatályos Büntető Törvénykönyvről szóló 2012. évi C. törvény 410. §-a határozza meg:
- Aki
  - a)	bennfentes információ felhasználásával pénzügyi eszközre vonatkozó ügyletet köt,
  - b)	a birtokában lévő bennfentes információra tekintettel mást azzal bíz meg, hogy a bennfentes információval érintett pénzügyi eszközre vonatkozó ügyletet kössön, vagy
  - c)	előnyszerzés végett bennfentes információt illetéktelen személynek átad,

bűntett miatt 3 évig terjedő szabadságvesztéssel büntetendő.

### A bennfentes információ és egyéb fogalmak

#### Bennfentes információ
- a) a pénzügyi eszközzel - ide nem értve az árualapú származtatott ügyletet - kapcsolatos olyan lényeges információ, amely
  - aa) még nem került nyilvánosságra;
  - ab) közvetlenül vagy közvetve a pénzügyi eszközre vagy a pénzügyi eszköz kibocsátójára vonatkozik;
  - ac) nyilvánosságra kerülése esetén a pénzügyi eszköz árfolyamának lényeges befolyásolására alkalmas;
- b) a pénzügyi eszközzel kapcsolatos megbízások végrehajtásával megbízott személyek esetében olyan lényeges információ az a) pontban meghatározottakon kívül, amely az ügyfél által adott és az ügyfél folyamatban lévő megbízásához kapcsolódik;
- c) az árualapú származtatott ügylettel kapcsolatos olyan lényeges információ, amely
  - ca) még nem került nyilvánosságra;
  - cb) közvetlenül vagy közvetve az árualapú származtatott ügyletre vonatkozik;
  - cc) az elfogadott piaci gyakorlat alapján a piaci szereplők tudomására hozandó;
  - cd) információt a piac szereplőivel rendszeresen közölnek.

#### Lényeges információ
- Lényeges információnak számít minden olyan információ, amely olyan eseményre vagy körülményre vonatkozik, amely bekövetkezett vagy bekövetkezése megalapozottan várható, és elég konkrét ahhoz, hogy lehetővé tegye következtetések levonását az adott körülménynek vagy eseménynek egy adott pénzügyi eszköz árfolyamára esetlegesen gyakorolt hatásáról.

#### Az árfolyam befolyásolására alkalmas információ
- Ebbe a körbe tartozik minden olyan információ, amelyet a befektető nagy valószínűséggel felhasználna a befektetési döntése meghozatalakor.

### A bűncselekmény tárgya
A bűncselekmény tárgya a tőzsdei ügyletek megkötése során elengedhetetlen esélyegyenlőség, közvetve pedig a tisztességes piaci magatartás is. :Elkövetési tárgy a pénzügyi eszköz. A Btk. 414. § (1) bekezdése szerint pénzügyi eszköz:
- a) a pénzügyi eszközt, az egyéb tőzsdei terméket és bármilyen más eszközt, amelynek a forgalmazását az Európai Unió valamely tagállama szabályozott piacán engedélyezték, vagy amelyre vonatkozóan az ilyen piacon történő forgalmazásra engedélyezés iránti kérelmet nyújtottak be,
- b) azt a pénzügyi eszközt, amely nincs jelen szabályozott piacon, de értéke valamely, az a) pontban felsorolt pénzügyi eszköz értékétől vagy árfolyamától függ, és
- c) a rendszeres vagy rendkívüli tájékoztatási kötelezettség megszűnéséig a nyilvánosan forgalomba hozott értékpapírt is értjük.[13]

### A bűncselekmény tárgyi oldala
A bűntett tárgyi oldala, azaz az elkövetési magatartás ügylet kötése. Elkövethető tőzsdén vagy akár tőzsdén kívül is. Az ügyletkötésnek nem kell feltétlenül személyesen történnie; előfordulhat, hogy az elkövető kizárólag saját maga kötheti meg az ügyletet, sőt nem is ez a tipikus, általában valamilyen értékpapír-kereskedő vagy bizományos közreműködését veszik igénybe. A befektetési szolgáltató – ha nem tud az ügyletkötés bennfentes jellegéről – e tévedése miatt mentesül a büntetőjogi felelősség alól. Az elkövetési mód az első fordulatban a „bennfentes információ felhasználásával”, a másodikban pedig „a birtokában lévő bennfentes információra tekintettel”.

### A bűntett alanya
- A bűntett alanya csak bennfentes személy lehet, olyan, aki bennfentes információval rendelkezik.[13]
- A bűntettet csak szándékosan lehet elkövetni: az első két fordulat szerinti cselekményeket eshetőleges szándékkal is, míg a harmadik fordulat szerinti cselekményt – a célzatra figyelemmel – csak egyenes szándékkal.[13]

### A bennfentes személy fogalma
- a) a kibocsátó vezető tisztségviselője és felügyelőbizottsági tagja;
- b) az a jogi személy, illetve ennek ügyvezetője, vezető tisztségviselője és felügyelőbizottsági tagja, amelyben a kibocsátó huszonöt százalékot elérő vagy azt meghaladó közvetlen, illetőleg közvetett részesedéssel vagy szavazati joggal rendelkezik;
- c) az a jogi személy, illetve ennek ügyvezetője, vezető tisztségviselője, felügyelőbizottsági tagja, amely a kibocsátóban tíz százalékot elérő vagy azt meghaladó közvetlen, illetőleg közvetett részesedéssel vagy szavazati joggal rendelkezik;
- d) a forgalomba hozatal, illetve a tőzsdepiacról szóló törvény VII. Fejezete szerinti nyilvános vételi ajánlat szervezésében közreműködő bármely szervezet, illetve ennek érdemi ügyintézője, vezető tisztségviselője, felügyelőbizottsági tagja, továbbá ezen szervezetnek és a kibocsátónak a kibocsátásban és a forgalomba hozatalban közreműködő más alkalmazottja, aki munkavégzésével kapcsolatosan bennfentes információhoz jutott, a forgalomba hozatalt követő 1 évig;
- e) a kibocsátó alaptőkéje (törzstőkéje) tíz százalékát elérő vagy azt meghaladó közvetlen, illetőleg közvetett részesedéssel rendelkező természetes és jogi személy;
- f) a kibocsátó számlavezető hitelintézete, illetve ennek vezető tisztségviselője, felügyelőbizottsági tagja és érdemi ügyintézője;
- g) aki a bennfentes információt munka- vagy feladatköréből kifolyólag, munkavégzése vagy szokásos feladatainak elvégzése során kapta meg, vagy egyéb módon jutott tudomására;
- h) aki a bennfentes információt bűncselekmény útján szerezte;
- i) az a)-h) pontban felsorolt természetes személlyel közös háztartásban élő személy, illetőleg közeli hozzátartozója;
- j) az a jogi személy nevében eljáró személy, amelyben az a)-i) pontokban megjelölt bennfentes személy minősített befolyással bír.

### A cselekmény rendbelisége
- Annyi rendbeli a bűntett, ahány szervezetet a bennfentes információ érinti.[13]

## Jogszabályok
- Az Európai Parlament és a Tanács 2003/6/EK irányelve (2003. január 28.) a bennfentes kereskedelemről és a piaci manipulációról (piaci visszaélés) (2016. július 2-án hatályát veszti.)
- Az Európai Parlament és a Tanács 596/2014/EU rendelete (2014. április 16.) a piaci visszaélésekről (piaci visszaélésekről szóló rendelet)
- Az Európai Parlament és a Tanács 2014/57/EU irányelve (2014. április 16.) a piaci visszaélések büntetőjogi szankcióiról (piaci visszaélésekről szóló irányelv)
- net.jogtar.hu/tpt – 2001. évi CXX. törvény a tőkepiacról (Hatodik rész. XXI. fejezet. A bennfentes kereskedelem és a piacbefolyásolás tilalma) 199–205. §
- net.jogtar.hu/btk – 2012. évi C. törvény a Büntető Törvénykönyvről, 410. §

### Általános információk
- Insider Trading Informational page from the U.S. Security and Exchange Commission (SEC)
- Testimony Concerning Insider Trading, by Linda Thomsen, Director of the SEC's Division of Enforcement, before the U.S. Senate Judicial Committee (September 26, 2006)
- SEC Forms 3, 4 and 5
- Insider Trading: Information on Bounties Archiválva 2010. április 9-i dátummal a Wayback Machine-ben

### Cikkek és vélemények
- Insider Trading: The Legal and Illegal Archiválva 2012. július 28-i dátummal a Wayback Machine-ben SECLaw.com, 2002
- Timothy Sullivan We're still against fraud, aren't we? United States v. O'Hagan: Trimming the Oak in the wrong season St. John's Law Review, Winter 1997.
- An opinion on Why Insider Trading Should be Legal Larry Elder Interviews Henry Manne
- Why forbid insider trading? by Ajay Shah, consultant to the Ministry of Finance, India
- Information, Privilege, Opportunity and Insider Trading by Robert W. Mcgee and Walter E. Block – a scholarly work that opposes regulations against insider trading
- Free Samuel Waksal argues that businessman's insider trading should not be considered a crime
- Rule: Ownership Reports and Trading by Officers, Directors and Principal Security

## Adatok a bennfentes kereskedelemről
- SEC Edgar Database on current Form 3, Form 4 and Form 5 filings